# 阿卡拉永
阿卡拉永是赤道畿內亞的城鎮，由濱海省負責管轄，位於科戈以西，距離巴塔117公里，毗鄰與加蓬接壤的邊境，是該國最南部的城鎮。